# Алатини
Алатини е еврейско търговско, банкерско и индустриално семейство в Солун от средата на XIX в., член на Търговската камара на града.
Основател на рода е сефарадският евреин евреин Моисей Алатини (1809-1882), чийто баща Лазар е търговец в Солун. През XVIII век фамилията се преселва от Ливорно, Италия в Солун.
„Алатини“ е сред 20-те най-богати фирми в Солун, с кантори и в Марсилия, заедно със „С. Фернандес и син“ „Саул Модиано“ и „Исак Йосуа Модиано“. Алатини отварят редица индустриални предприятия в Македония, главно в Солун: фабрика за брашно, две фабрики за памук, за тухли и керемиди, мелница с парни турбини в Щип и други. Заедно със Сеул Модиано и Фернандес Мизраки отварят пивоварна „Олимбос“ в Солун. През 90-те години на XIX в. експлоатират на концесия железни рудници на Халкидики и хром в Скопско. Заедно с френския минен инженер Шарто експлоатират антимон и арсен край Криволак и в рудника „Алшар“. От Солун Алатини изнасят зърно, памук, вълна, копринени пашкули, сусам, тютюн и магнезий, а внасят ориз, захар, кафе и текстил. През 1875 година основават собствено модерно еврейско училище с около 500 ученици.
В 1888 година братята Алатини основават „Банк дьо Салоник“ с участието на виенската „Ландер Банк“. Офисът на банката във Франкомахала е проектиран в 1906 година, като сградата днес е паметник на културата. Сградата е завършена през декември 1908 година и е продадена на Алфредо Алатини, който става първият директор на банката.
Техни резиденции са къщата „Къща „Алатини“ и Вила „Алатини“ в Солун. В 1911 година представителите на фамилията са депортирани от Османската империя по време на Итало-турската война и се установяват във Франция.